# Радомир Илић
Радомир С. Илић (Блаце, 15. септембар 1894 — Чикаго, 11. јун 1958) био је српски војник. Носилац је Карађорђеве звезде са мачевима.

## Биографија
Рођен је у Блацу 15. септембра 1894. од оца Стевана и мајке Стане. Његови родитељи дошли су из села Мајдева код Крушевца после 1878. године. Завршио је 4 разреда а после је учио поткивачки занат код стрица Чедомира. У Први светски рат ступио је као добровољац. Преживео је све страхоте повлачења преко Албаније и после опоравка на Крфу борио се на Солунском фронту. Посебно се истакао у ноћним патролама, када је кроз бодљикаве жице успевао да се провуче у позадину непријатеља ради извиђања. За време једног ноћног излета успео је да изненади два неопрезна бугарска војника на стражи, да их разоружа и спроведе у српске ровове. За овај подвиг, каплар Радомир Илић је указом бр. 31.585 одликован Сребрним војничким орденом Карађорђеве звезде са мачевима.
После рата радио је код стрица као поткивач. У априлском рату је заробљен и интерниран у Немачку. После рата одлази у САД, настанио се у граду Милвокију код Чикага где је умро 11. јуна 1958. године.